# Lysias

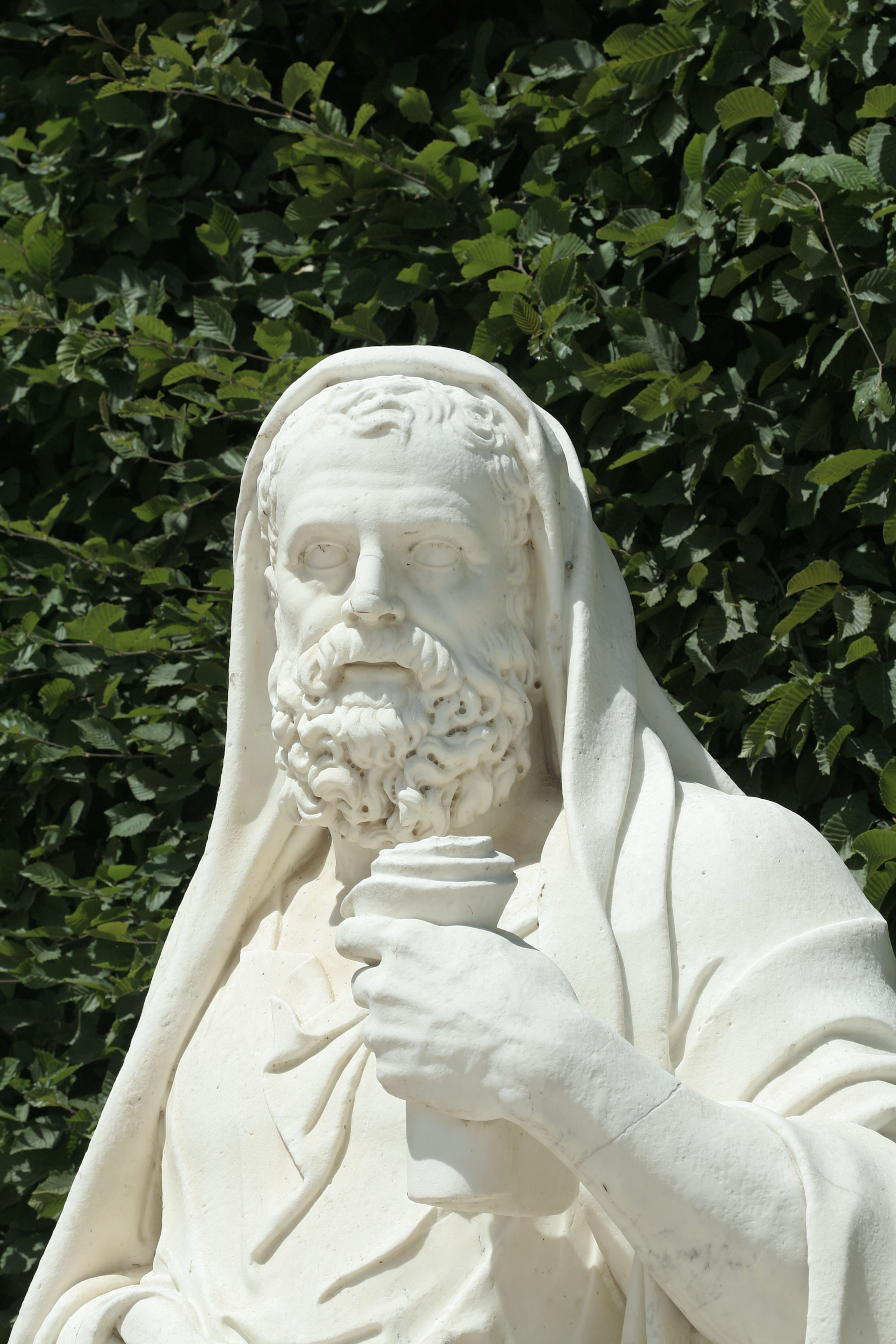
Lysias, sculptură de Jean Dedieu (Grădina de la Versailles)

Lysias (în greacă:Λυσίας, n. ca. 445 î.Hr. – ca. 380 î.Hr.) a fost un retor și logograf elin.
A scris pledoarii remarcabile prin compoziție, arta narațiunii și a construirii tablourilor și portretelor, abilitatea mânuirii detaliului, simplitatea elegantă și concisă a discursului, pentru care este considerat un clasic al elocinței atice.

## Scrieri
- 403 î.Hr.: Kata Eratosthenous ("Împotriva lui Eratostene")
- Kata Diogeitonos ("Împotriva lui Diogiton")
- 395/386 î.Hr.: Kata ton sitopolon ("Împotriva negustorilor de grâu")
- Hyper ton Eratosthenous phonou ("Uciderea lui Eratostene").

Lui Lysias i se atribuie și lucrarea Technai rhetorikai.